# ورنویل موستیرس
ورنویل موستیرس (به فرانسوی: Verneuil-Moustiers) یک کمون در فرانسه است که در Canton of Le Dorat واقع شده‌است.

## خصوصیات
ورنویل موستیرس ۱۹٫۳۹ کیلومترمربع مساحت و ۱۶۵ نفر جمعیت دارد.